# 乔丹·利奥波德
乔丹·利奥波德（英語：Jordan Leopold，1980年8月3日—），美国男子冰球运动员，场上位置是后卫。他曾代表美国国家队参加2006年冬季奥林匹克运动会冰球比赛，获得第8名。